# Biuro Projektowania Systemów Cyfrowych
Biuro Projektowania Systemów Cyfrowych Sp. z o.o. (BPSC) – polska spółka informatyczna zajmująca się projektowaniem i wdrażaniem rozwiązań informatycznych wspomagających zarządzanie przedsiębiorstwem. Jeden z największych dostawców systemów klasy MRP II / ERP w Polsce. Zatrudnia ok. 170 osób. W lutym 2017 r. po przejęciu większościowego pakietu akcji spółki została ona włączona w skład grupy Forterro z Teksasu w USA.
Sztandarowym produktem BPSC jest zintegrowany system informatyczny – Impuls EVO, przeznaczony dla różnej wielkości przedsiębiorstw produkcyjnych, handlowych i usługowych.
Od 1994 roku BPSC współpracuje z korporacją Oracle – światowym liderem w tworzeniu baz danych. Jako pierwsza firma w Polsce BPSC uzyskała prawo do stosowania znaku „powered by Oracle”.
BPSC jest laureatem wielu konkursów. W 2006 zostało nominowane do Gazel Biznesu – rankingu najdynamiczniej rozwijających się polskich firm. BPSC wyróżniono także statuetkami Lidera Polskiego Biznesu, Lidera Rynku i Euro Leadera. System Impuls został uznany przez uczestników konferencji „Systemy dla Przedsiębiorstw” za Najlepszy Produkt Roku 2006. Rok później system w wersji przeznaczonej dla branży budowlanej został nagrodzony Złotym Bitem.